# Highland (Arkansas)
Highland es una ciudad en el condado de Sharp, Arkansas, Estados Unidos. Para el censo de 2000 la población era de 986 habitantes.

## Geografía
Highland se localiza a 36°16′11″N 91°31′18″O / 36.26972, -91.52167. Según la Oficina del Censo de los Estados Unidos, la ciudad tiene un área de 22,8 km², de los cuales 22,6 km² corresponde a tierra y 0,1 km² a agua (0,57%).

## Demografía
Para el censo de 2000, había 986 personas, 403 hogares y 309 familias en la ciudad. La densidad de población era 43,6 hab/km². Había 501 viviendas para una densidad promedio de 22,1 por kilómetro cuadrado. De la población 98,07% eran blancos, 0,41% afroamericanos, 0,20% asiáticos, 0,10% de otras razas y 1,22% de dos o más razas. 1,42% de la población eran hispanos o latinos de cualquier raza.
Se contaron 403 hogares, de los cuales 29,5% tenían niños menores de 18 años, 60,3% eran parejas casadas viviendo juntos, 10,9% tenían una mujer como cabeza del hogar sin marido presente y 23,1% eran hogares no familiares. 20,8% de los hogares eran un solo miembro y 9,7% tenían alguien mayor de 65 años viviendo solo. La cantidad de miembros promedio por hogar era de 2,45 y el tamaño promedio de familia era de 2,78.
En la ciudad la población está distribuida en 24,3% menores de 18 años, 6,1% entre 18 y 24, 23,3% entre 25 y 44, 25,7% entre 45 y 64 y 20,6% tenían 65 o más años. La edad media fue 42 años. Por cada 100 mujeres había 98,8 varones. Por cada 100 mujeres mayores de 18 años había 96,3 varones.
El ingreso medio para un hogar en la ciudad fue de $28.929 y el ingreso medio para una familia $32.788. Los hombres tuvieron un ingreso promedio de $25.357 contra $15.938 de las mujeres. El ingreso per cápita de la ciudad fue de $14.589. Cerca de 13,0% de las familias y 18,2% de la población estaban por debajo de la línea de pobreza, 25,2% de los cuales eran menores de 18 años y 9,6% mayores de 65.